# Voor mijn hart
Voor mijn hart is een nummer van de Nederlandse band Guus Meeuwis uit 2023. Het is de eerste single van zijn dertiende studioalbum Uit het hoofd.
"Voor mijn hart" gaat over een man die in één oogopslag verliefd wordt op een vrouw. Het nummer wordt vergeleken met het werk van The War on Drugs, met name hun nummers I Don't Live Here Anymore en Thinking of a Place. Meeuwis zelf vond het nummer meer op Tom Petty & the Heartbreakers lijken. De plaat werd een kleine radiohit in Nederland, maar bereikte geen hitlijsten.

## Tracklijst
Muziekdownload
1. "Voor mijn hart" - 3:04